# Zizania palustris
Zizania palustris L., 1771 è una pianta annua appartenente alla famiglia delle Poacee o Graminaceae, diffusa in Nord America.

## Distribuzione e habitat
La pianta è originaria delle zone umide, acquitrinose o paludose del nord degli Stati Uniti e delle regioni centrali e meridionali del Canada, (Alberta, Saskatchewan e Manitoba); è il cereale simbolo del Minnesota (Stati Uniti).
La sua differenza rispetto al comune riso, che ha bisogno di clima caldo umido, è che cresce in clima umido e freddo.

## Usi

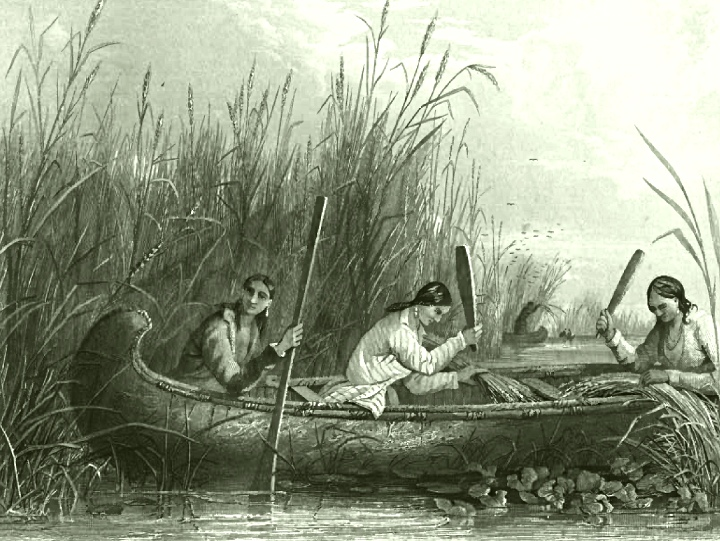
Raccolta del riso selvatico nel 1800

I nativi americani, ed anche i non-nativi, raccolgono i semi dalle spighe delle piante spontanee nelle paludi o negli acquitrini e nelle anse di fiumi a lento scorrimento.
La raccolta è fatta direttamente con la canoa, stringendo gli steli a piccoli fasci e curvandoli entro il bordo della canoa; le spighe sono sottoposte a leggero scuotimento o battitura, direttamente con un apposito bastone, senza tagliare lo stelo. La tradizione e le leggi tribali determinano le modalità di comportamento nella raccolta con il bastone, detto “bussatore”, per assicurare la risemina spontanea delle piante (che, si ripete, non sono coltivate), una parte dei semi infatti cade nella canoa, ma altri ricadono fuoribordo per produrre una sorta di risemina.
Il frutto (cariosside) raccolto è relativamente più sottile ed allungato del comune riso, è di colore bruno.

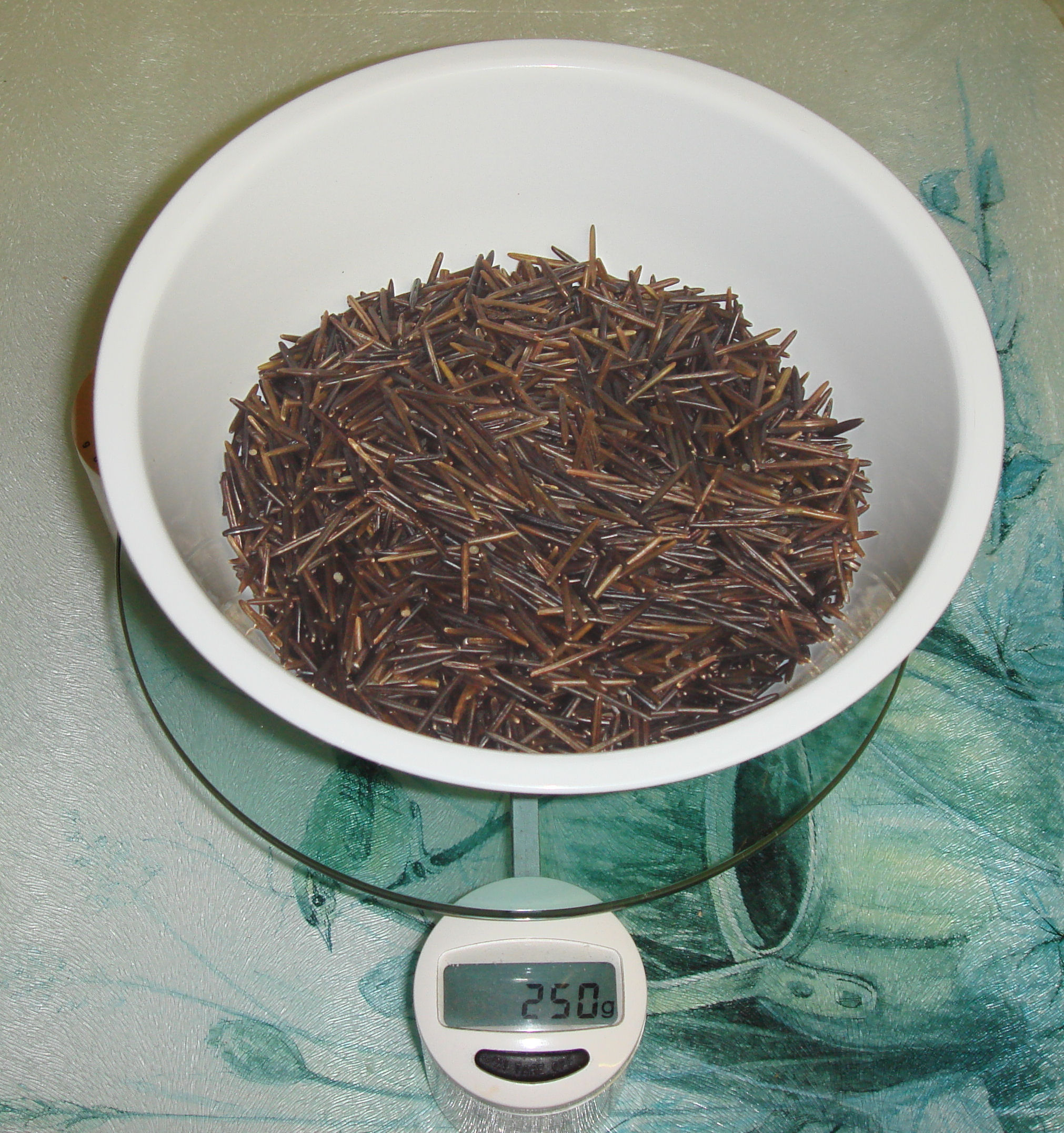
Granella cruda di riso selvatico

Le glume che racchiudono la cariosside sono relativamente ben staccabili e quindi non sono necessarie particolari lavorazioni meccaniche per isolare il seme pulito, anche la “battuta” è molto delicata, (le spighe sono solo delicatamente sottoposte a scuotimento), dato che, trattandosi di una pianta che diffonde il proprio seme spontaneamente questo non è trattenuto fortemente all'interno della spiga.
I semi racchiusi nelle glume, che costituiscono il raccolto cadono all'interno della canoa.
La granella è venduta, come il grano o il riso, come seme secco, dato che non sono necessarie mondature o brillature; la granella è intera ed ha quindi ha un alto contenuto in proteine, particolarmente con lisina e fibre; è piuttosto basso il contenuto in grassi.
Come il riso non contiene glutine. 
È buona fonte di minerali, fosforo e potassio, e di vitamine: tiamina, riboflavina e niacina.

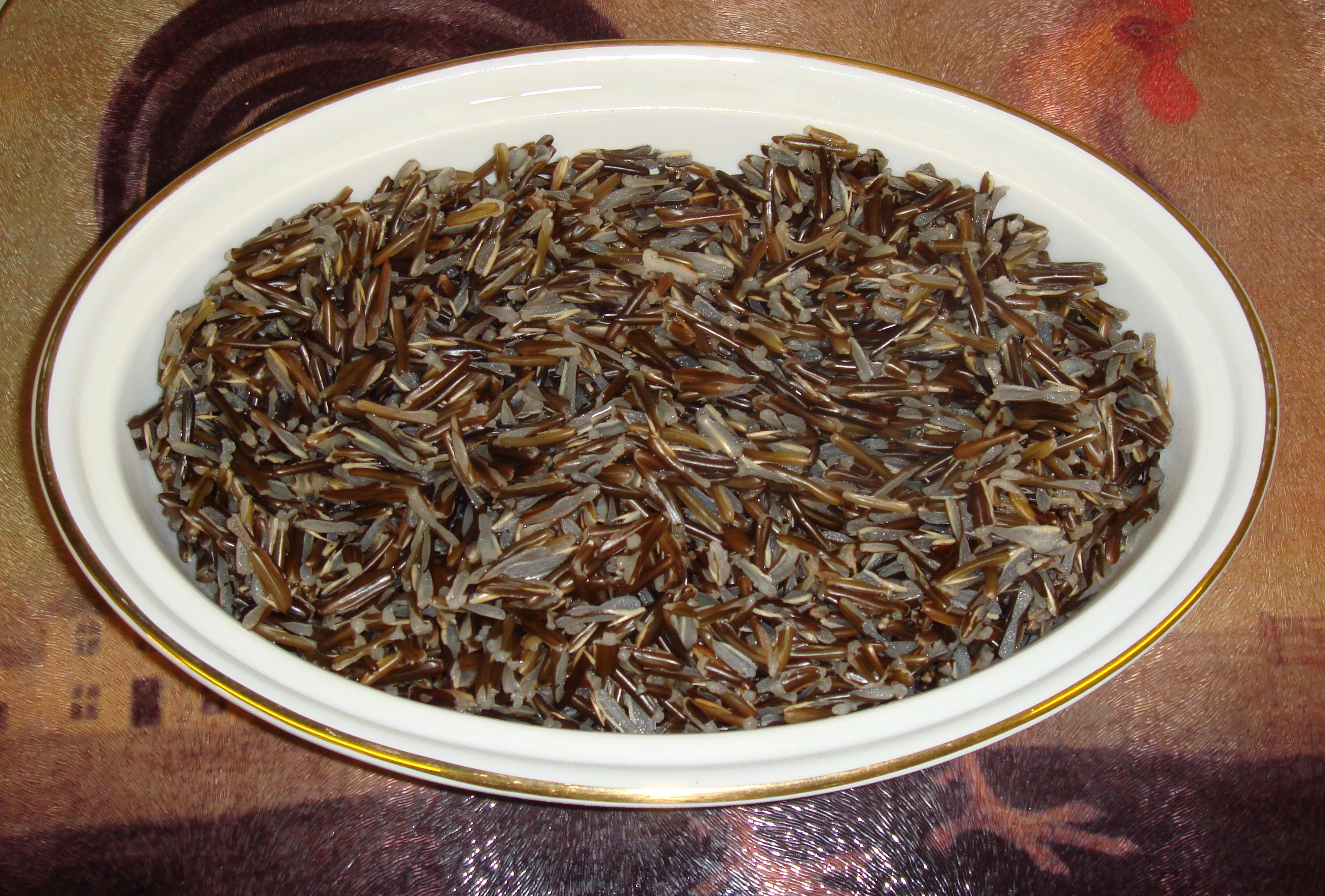
Riso selvatico cotto

Per le popolazioni del nord canadese, spesso alimentate con un eccesso di carni o pesce, il riso costituisce un prezioso apporto di vitamine e di carboidrati; la cottura è più prolungata di quella del riso (40-50 minuti), a meno che i semi vengano messi a mollo in acqua per quattro-sei ore prima della cottura, in tal caso la cottura è di venti minuti.
Il riso selvatico è usato per la decorazione di laghetti e ruscelli, nei giardini.

## Coltivazione
La coltivazione in modeste quantità e soprattutto la raccolta dalle piante spontanee, praticata dai nativi americani, è attuale ancora oggi. Il riso prodotto è commercializzato in modeste quantità.
Modeste coltivazioni sono in atto in Canada e negli Stati Uniti, al di fuori di questi paesi sono in atto iniziative di coltivazione in Ungheria ed in Australia, tentativi di coltivazione sono anche in atto nella regione acquitrinosa della Camargue francese, in risaie analoghe, come apparato agricolo, a quelle per il riso comune.
Per le rese piuttosto basse, ad effetto del fatto che i semi sono dispersi facilmente, durante e anche prima della raccolta, il costo è elevato.

## Cultura
Diverse culture dei nativi americani considerano il riso selvatico come semente sacra e dono di Dio.
Il riso ha inoltre significato di simbolo della loro cultura, in particolare il raccolto ha profondo significato simbolico del loro legame con la natura che li circonda.